# Jaroslav Vacek
Jaroslav Vacek (10. listopadu 1894 Tábor – 23. srpna 1944 Drážďany) byl československý legionář, vrchní dozorce krajské věznice, vlastenec, funkcionář protinacistického odboje, oběť nacistické okupace (popraven).

## Mládí
Narodil se v rodině sedlářského pomocníka Josefa Vacka a manželky Marie, rozené Rytířové. Po skončení základní školní docházky se v Táboře vyučil truhlářem. V r. 1914 byl povolán do armády, odjel na frontu I. světové války; jako vojín dragounského pluku přeběhl v prosinci 1914 do ruského zajetí a v říjnu 1916 vstoupil v Oděse do československé dobrovolnické jednotky. Prošel mnoha bojovými střety a do vlasti (ČSR) se vrátil jako příslušník 1. jezdeckého pluku Jana Jiskry z Brandýsa dlouhou cestou – transsibiřskou magistrálou a lodí („legionářská cesta“) až v roce 1920.

## Léta 1920 až 1939
V ČSR legionář Vacek nastoupil do státní služby, nejprve u Krajského soudu v Kutné Hoře a v roce 1923 jako dozorce vězňů u Krajského soudu v Táboře, zde se stal v roce 1938 vrchním dozorcem krajské věznice. V rodném Táboře se zapojil do společenského života, zejména do aktivit vlasteneckých, protože národní cítění a husitské tradice i táborský patriotismus byly jeho životním vyznáním.

## Odbojář

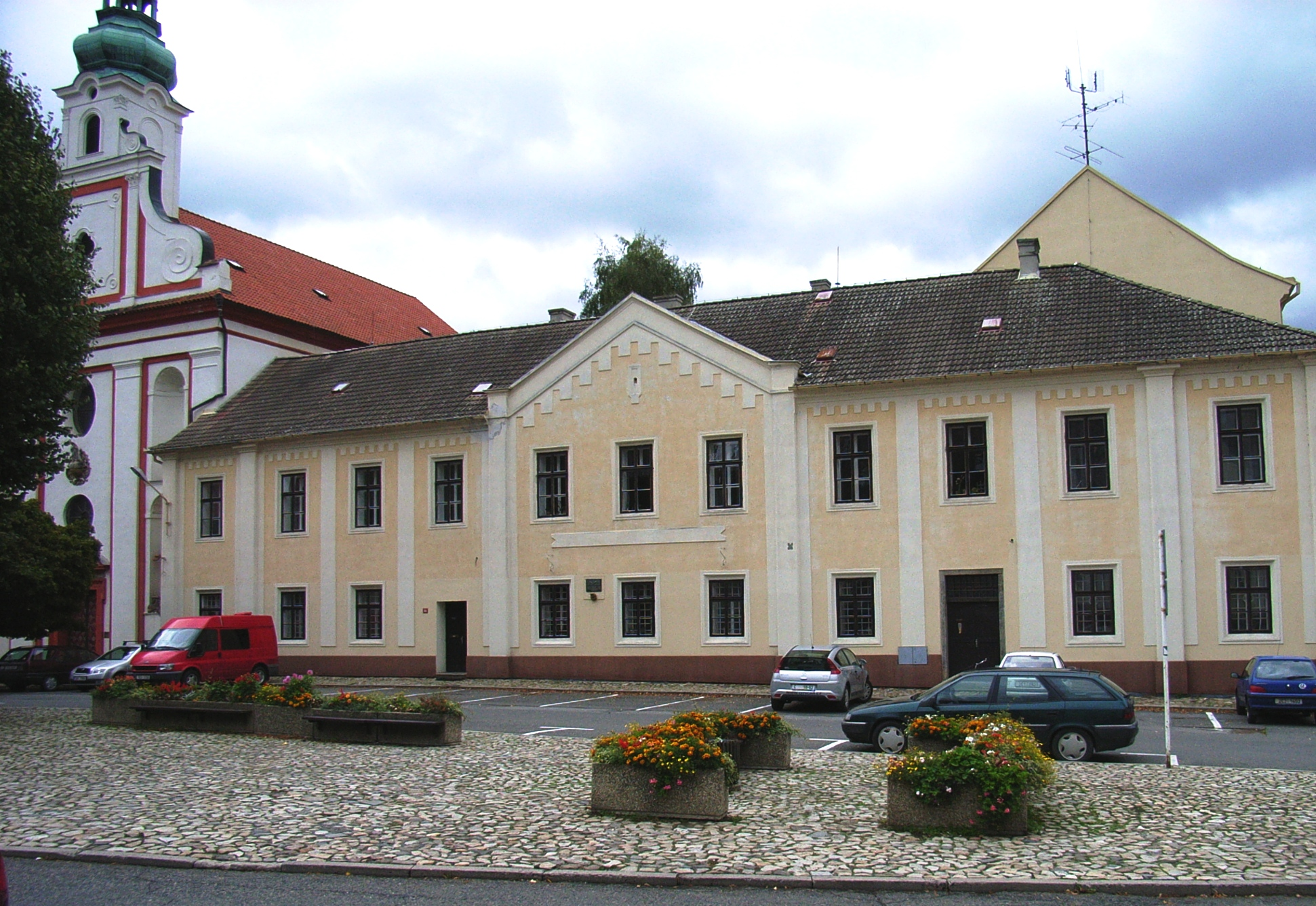
Budova bývalé táborské Krajské věznice, kde J. Vacek v letech 1923–1943 sloužil a žil

Od začátku okupace republiky se Vacek zapojil do odboje a stál v popředí snah o vytvoření koordinačního centra protinacistického odboje v regionu. V říjnu 1939 se v Písku konala tajná ustavující schůzka jednotného orgánu odboje – Jihočeského národního revolučního výboru a Vacek se stal jeho členem. Počátkem roku 1940 gestapo zatklo v protektorátu Čechy a Morava mnoho odbojářů, zejména z organizace Obrana národa. Bylo zatčeno i několik členů regionálního odboje, a tak se vytvořilo nové vedení a jedním z čelných pracovníků byl Jaroslav Vacek. Využíval svého místa v krajské věznici – zprostředkovával domluvy uvězněných před výslechy, vynášel a předával vzkazy rodinám, varoval občany Němci podezírané, v kanceláři tiskl letáky. Navazoval kontakty s lidmi z organizací Sokol, hasičů, Národního hnutí pracující mládeže i politických stran.
V roce 1942 – po vlně zatýkání – se Vacek zapojil do sloučení zbytků všech ilegálních skupin Táborska a okolí. V Borotíně, kde hned po okupaci Českých zemí vzniklo středisko odbojové činnosti, došlo v červnu 1942 k vytvoření Krajského národně-revolučního výboru (KNRV). Předsedou byl Jaroslav Vacek a vojenským velitelem major Červinka z Tábora. Tomu byli přiděleni jako poradci Vacek a Josef Pistorius z Chotovin, kteří tvořili tzv. „vojenskou radu tří“. Činnost KNRV zasahovala až do prostoru obcí Pelhřimov, Soběslav, Planá nad Lužnicí, Mladá Vožice a dalších míst. Vackovo krajské vedení bylo napojeno na ústředí podzemní organizace „Dopravní družstvo dopravních zaměstnanců“ v Praze; mělo spojení s vedením jiných regionálních odbojových organizací (České Budějovice, Kolín, Jindřichův Hradec, Havlíčkův Brod, Humpolec, Čáslav a Hradec Králové).
Činnost KNRV – odboje „Vacek-Červinka“ a přičleněných odbojových skupin spočívala hlavně v organizačních přípravách ozbrojeného povstání, sabotážích všeho druhu, v zpravodajské a propagační činnosti, v rozšiřování ilegálních letáků. Vacek také organizoval sbírku potravin a peněz pro rodiny zatčených. Koncem ledna 1943 po dalším zatýkání v regionu a po prozrazení jmen členů KNRV a spolupracovníků došlo také k jejich zatčení (zejména 3. února 1943). Jaroslav Vacek byl v Táboře krutě vyslýchán gestapem a musel být ošetřen v místní nemocnici. Při převozu zpět se mu podařilo z auta uprchnout, ale byl gestapáky dopaden zraněný pod skálou vodopádu u nádrže Jordán. Následovalo věznění na Pankráci v Praze a v Terezíně, soud a 23. srpna 1944 poprava v sekyrárně v německých Drážďanech. Společně s Vackem byla zatčena jeho celá rodina – manželka a dcera Věra (ročník 1925) byly deportovány do koncentračního tábora a vrátily se domů do Tábora až v květnu 1945, syn byl uvězněn v Německu a tam zahynul při leteckém bombardování na jaře 1945.

## Připomínání

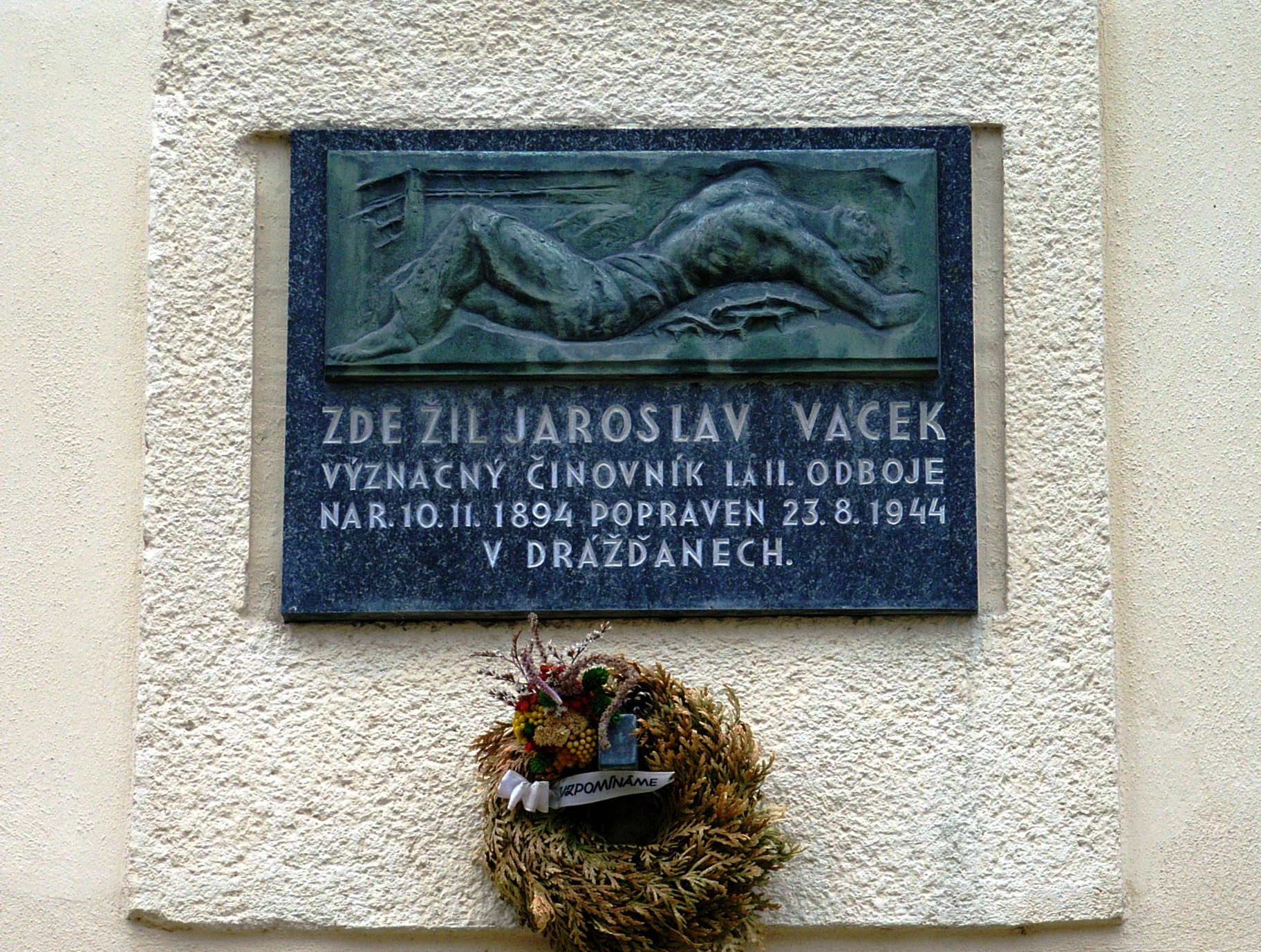
Pamětní deska na zdi budovy, kde Jaroslav Vacek žil

V Táboře – na budově bývalé krajské věznice v Táboře na náměstí Mikuláše z Husi připomíná osobnost regionálního protinacistického odboje pamětní deska (od sochaře J. V. Duška). V táborské místní části Klokoty nese jedna z ulic jméno Jaroslava Vacka, v sousedství dvou ulic, pojmenovaných po odbojářích Janu Kubišovi a Jozefu Gabčíkovi.